# Falconiformes
Falconiformes é uma ordem de cerca de 65 espécies que inclui os falcões. Na antiga Taxonomia de Sibley-Ahlquist a família falconidae foi estendida nos Ciconiiformes, e por muito tempo os Falconiformes foram incluidos junto com as famílias Acciptridae, Pandionidae e Saggitaridae. Estudos recentes feitos por Hackett e colaboradores mostram que os Falconiformes são parentes dos papagaios e pássaros.
A ordem caracteriza-se pelas suas adaptações à predação, como um bico curvo e aguçado e garras afiadas, e tambem possuem uma estrutura nomeada como ''Dente tomial'' que é usada para quebrar o pescoço da presa (mais visto nos falcões do genero falco e relativos). Enquanto animais diurnos, estas aves têm normalmente um sentido da visão bastante apurado. Em muitos vertebrados, os músculos que agem sobre o cristalino dos olhos são lisos, porém as aves de rapina possuem essa musculatura estriada, e essa característica pode ser considerada uma importante adaptação. Um estudo de 2022 recupera os massilaraptorídeos como verdadeiros falcões.

Diferente de águias, os Falconiformes botam de 2-4 ovos. Possuem grande expectativa de vida para uma ave de rapina